# Херсонський державний університет
Херсонський державний університет (ХДУ) — вищий навчальний заклад у Херсоні, Україна. Є одним із найстаріших навчальних закладів Півдня України.
Університет готує спеціалістів із 51 спеціальностей. Професорсько-викладацький колектив складається із професорів, 58 докторів наук, 333 доцентів, кандидатів наук, 105 старших викладачів, асистентів.

## Історія
|                                     |  |  |
| Ювілейна монета НБУ, присвячена ХДУ |  |  |

Херсонський університет заснували під час Першої світової війни на базі евакуйованого до Херсона Юр'ївського учительського інституту в листопаді 1917 року. Всього до міста переїхало 60 студентів, директор Федір Страхович, 8 викладачів. Заняття передбачалося розпочати 1 листопада 1917 року на словесно-історичному, географічному і фізико-математичному факультетах. Оголошено набір з місцевої молоді. Але, коли війська Австро-Німеччини окупували Україну та зайняли Херсон, вони запровадили тут жорстокий терор, що паралізувало діяльність інституту. Після визволення Юр'ївський учительський інститут реорганізовують в Херсонський педагогічний інститут з 4-річним строком навчання. З 2 березня 1920 року в інституті почалися регулярні заняття.
На початку 1920-х років Херсонський педагогічний інститут був перейменований на Херсонський інститут народної освіти (ХІНО). З листопада 1924 носив ім'я Надії Крупської.
У 1920 році ХІНО був перетворений у 3-річний інститут соціального виховання, а з 1933 року він разом з іншими інститутами цього профілю були реорганізовані в 4-річні педагогічні інститути. В кінці 30-х років у Херсонському педагогічному інституті Н. К. Крупської функціонувало 32 кабінети й лабораторії, зоологічний музей, ботанічний сад, метеорологічна станція.
Під час другої світової війни (з серпня 1941 і до березня 1944 року) інститут припинив свою діяльність.
З березня 1944 року, після зайняття Херсона Червоною Армією, поновилася діяльність педагогічного інституту. До навчання повернулося всього 200 студентів із 1500, які навчалися до війни. У зв'язку з нестачею педагогічних кадрів у вересні 1944 року при педагогічному інституті був заново відкритий учительський інститут.
З 1956–1957 років інститут розпочав підготовку вчителів широкого профілю (наприклад, майбутній викладач мови та літератури одноразово набував спеціальності вчителя музики та співів). 4 листопада 1967 року у зв'язку з 50-річчям заснування інститут нагороджено Почесною грамотою Президії Верховної Ради України. У 1974 році в інституті було відкрито загальнотехнічний факультет, у 1977 — педагогічний, а у 1986 році — факультет іноземних мов. До 40-річчя Перемоги у Німецько-рядянській війні було створено музей історії інституту.
У роки незалежності інститут продовжував розвиватися. В 1992 році відкрита аспірантура. Були відкриті Академічний ліцей при ХДУ, економіко-юридичний факультет, культури і мистецтв, фізичного виховання та спорту. У 2002 році Херсонський педагогічний університет отримав статус державного.

### Російсько-українська війна

#### Окупація Херсона Росією (2022)

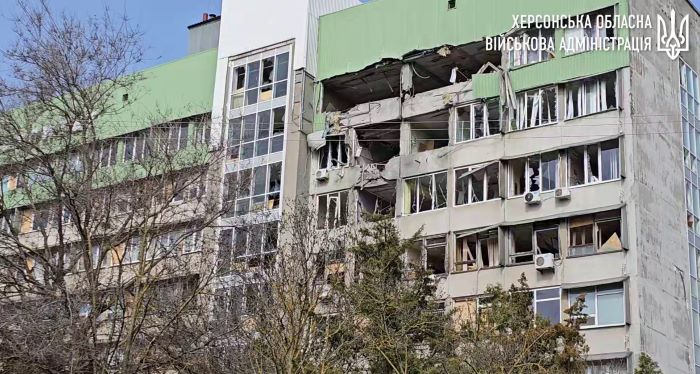
Головний корпус після обстрілу 28 березня 2024 року

14 червня 2022 року, під час повномасштабного вторгнення військ РФ до України, проректора університету Максима Вінника було викрадено російськими окупантами, також вони захопили головний корпус ЗВО. Одна з колаборанток Тетяна Томіліна, яку росіяни планували зробити ректором, увійшла до головного корпусу університету з озброєними військовими РФ, вони виламали двері до кабінету ректора.
Від квітня 2022 року, за наказом Міністра освіти та науки України, Херсонський державний університет тимчасово переміщено на базу Прикарпатського національного університету імені Василя Стефаника, проте університет продовжує працювати та на херсонському майданчику.
Нині освітній процес ведеться переважно в дистанційному форматі, використовуючи власну цифрову освітню платформу. Університет також реалізує програми подвійних дипломів з провідними університетами Європи, підтримуючи таким чином якість і доступність освіти в умовах війни.

#### Період після деокупації
Після деокупації університет кілька разів постраждав від російських обстрілів. Серйозно постраждали верхні поверхи будівлі, особливо 8-й поверх, де було зруйновано кілька аудиторій і значно пошкоджена лабораторія медичного факультету. Також пошкоджені басейн, академічний ліцей, обсерваторія, актова зала та аудиторії головного корпусу.
Ректор університету Олександр Співаковський повідомив, що станом на кінець березня 2024-го зруйновано до 10% інфраструктури закладу.

## Загальна інформація
Найбільший ВНЗ Херсона, IV рівня акредитації. Один із найстаріших на півдні України. Готує спеціалістів з 51 спеціальностей. Це вчителі з усіх предметів, що вивчаються в школі, вихователі дитячих закладів, інженери-педагоги, юристи, економісти, екологи, психологи, наукові співробітники, соціальні працівники, журналісти, перекладачі та ін. Професорсько-викладацький колектив складається з професорів, 58 докторів наук, 333 доцентів, кандидатів наук, 105 старших викладачів, асистентів.
Серед викладачів університету є почесні академіки українських і міжнародних галузевих академій, майже 40 вчених мають почесні звання у сферах професійної діяльності, зокрема народні художники й артисти; заслужені художники, артисти та тренери України, заслужені працівники в галузях освіти, науки і техніки, економіки, юриспруденції, культури тощо.
34 випускаючих кафедри здійснюють підготовку студентів, керують їхньою науковою діяльністю. На всіх формах навчання: денній, заочній налічується близько 6 тисяч студентів, майже 1400 з них щорічно випускаються дипломованими спеціалістами: бакалаврами та магістрами. 40 % наших студентів денної форми навчання вчаться за кошти державного бюджету.
З метою реалізації системи ступеневої освіти Херсонський державний університет співпрацює з училищами й коледжами в умовах навчально-науково-виробничих комплексів: «ХДУ — Бериславський педагогічний коледж імені В. Ф. Беньковського», «ХДУ — Херсонське вище училище фізичної культури», «ХДУ — Херсонський політехнічний коледж Одеського національного політехнічного уніварситету».
Крім 6 навчальних корпусів, університет має спортивно-оздоровчий табір «Буревісник» на Чорному морі, навчально-тренувальний центр на Дніпрі, ботанічний сад у місті Херсон. У 2019 році у ХДУ було відкрито басейн.
У студентських гуртожитках проживає близько 1300 іногородніх студентів. Інфраструктура університету представлена бібліотекою з 6-ма читальними залами, 3-ма абонементами навчальної літератури, фонд якої становить понад 500000 примірників, інтернет бібліотекою.
В аспірантурі університету на 28 спеціальностях навчається 98 аспірантів (денна й заочна форма). Докторантура нараховує 4 наукові спеціальності з двох галузей наук: педагогічних та філологічних. Ефективно працюють три спеціалізовані вчені ради, одна — із захисту докторських дисертацій з двох спеціальностей: теорія та методика навчання (українська мова), теорія та методика навчання (російська мова); та дві спеціалізовані вчені ради із захисту кандидатських дисертацій з чотирьох спеціальностей: теорія та методика навчання (математика), теорія та методика професійної освіти; германські мови.
Є центр підвищення кваліфікації й перепідготовки кадрів. При університеті працює Херсонський академічний ліцей, центр довузівської підготовки.
В університеті сформовані та плідно працюють 15 наукових шкіл провідних учених України професорів Єлизавети Барбіної, Лариси Бєлєхової, Олени Блинової, Михайла Бойка, Тамари Дмитренко, Ольги Заболотської, Галини Михайловської, Марії Пентилюк, Любові Петухової, Ніни Слюсаренко, Олександра Співаковського, Василя Стратонова, Валентини Федяєвої, Валентини Шарко, Тетяни Яцули.
Про значний науковий потенціал університету свідчить проведення за останні 6 років близько 250 конференцій міжнародного та всеукраїнського рівнів, видання понад 150 монографій і 50 підручників, 600 посібників; випуск 15 збірників наукових праць, 12 з яких входять до переліку наукових фахових видань України; захист 135 кандидатських та 30 докторських дисертацій; видання біля 8000 статей у різних наукових збірниках, зокрема 788 — у зарубіжних виданнях, та 5679 — у фахових виданнях України.
В університеті працює 32 ініціативні науково-дослідні лабораторії, а також науково-практичний центр корекції, реабілітації та розвитку дітей та молоді, соціально-психологічна служба, юридична клініка. ХДУ є власником патентів на винаходи і корисні моделі.
До науково-дослідної роботи в університеті широко залучається і студентська молодь. У складі 109 студентських проблемних груп, наукових гуртків, конструкторсько-технологічних бюро задіяно майже 1500 студентів.
За останні 3 роки для участі у Всеукраїнській студентській олімпіаді відряджено 172 студенти, з них переможцями стали 20 студентів; на Всеукраїнський конкурс студентських наукових робіт з природничих, технічних і гуманітарних наук відправлено 185 наукових робіт студентів, призові місця отримали 63 студентські роботи.
В університеті успішно діє Наукове товариство студентів, аспірантів, докторантів і молодих учених. Протягом 2013—2016 років молоді науковці ХДУ отримали одну премію Верховної Ради України (доцент Соловйова Н. І.), три стипендії Кабінету Міністрів України для молодих учених (доценти Котова О. В., Манько Н. В., Песчаненко В. С.) та дві обласні стипендії для молодих науковців у галузі «Вища освіта» (доценти Думасенко С. А., Федорченко К. А.).
Один із пріоритетних напрямків в університеті — підготовка й реалізація міжнародних проєктів у сфері науки й освіти, залучення коштів міжнародних фондів та організацій. На сьогоднішній день у фокусі міжнародних зв'язків — довгострокові програми і проєкти, покликані забезпечити підвищення ефективності навчально-освітньої і науково-аналітичної діяльності та якості освіти до рівня світових стандартів. Такими проєктами є:
- програма подвійних дипломів з бізнес адміністрування, що виконується ХДУ разом з Державним університетом штату Нью-Йорк (США),
- Tempus CD_JEP 25215_2004 «Географічні інформаційні системи в аграрних університетах», ХДУ — університет Глазго Каледонія (Велика Британія) університет міста Евле (Швеція) і Херсонський державний аграрний університет,
- Tempus IB_JEP 26239_2005 «ECDL for Ukrainian administrations», ХДУ — Ніцца Софія Антиполіс (Франція), університет Клагенфурд (Австрія) і Херсонський національний технічний університет.

## Корпуси та кампуси
Університет має 6 корпусів та 3 гуртожитки. Крім того, до послуг студентів та викладачів ХДУ — їдальня, санаторій-профілакторій, медичний пункт, водно-спортивна станція на Дніпрі, спортивно-оздоровчий табір «Буревісник» на березі Чорного моря, обсерваторія, агробіостанція-ботанічний сад, 3 спортивні зали, басейн, 1 тренажерна зала і 2 актові зали, парк сільськогосподарської техніки, хореографічні класи, художні майстерні, Навчально-видавничий центр, Український культурний центр, музейно-архівний центр, виставкова зала тощо. 
Під час останнього обстрілу Херсона російським військами, серйозних пошкоджень зазнав головний корпус ХДУ. Наразі вже відомо, що три аудиторії на медичному факультеті знищено. [https://www.linkedin.com/posts/kherson-state-university_на-фото-наслідки-чергової-агресії-росії-проти-activity-7180281710687723521-rPno

## Інститути

### Науково-дослідний інститут інформаційних технологій

#### Відділи
- Відділ інформаційних технологій управління
- Відділ мультимедійних та дистанційних технологій навчання

#### Лабораторії
- Лабораторія геоінформаційних систем
- Лабораторія з розробки та впровадження педагогічних програмних засобів
- Лабораторія тестування програмних продуктів

#### Наукові лабораторії та навчально-наукові установи
- Психофізіології
- Біохімії та фармакології спорту
- Методики загальної біології
- Етології та популяційної біології
- Оздоровчих технологій виховання
- Синтезу біологічно активних речовин

### Інститут психології, історії та соціології

#### Кафедри
- Практичної психології
- Соціальної роботи
- Всесвітньої історії та історіографії
- Історії України

#### Наукові лабораторії та осередки
- Лабораторія психології розвитку сім'ї та гендерних ресурсів
- Науковий осередок Інституту археографії та джерелознавства ім. М.Грушевського НАН України
- Науково-дослідна археологічна лабораторія
- Науково-дослідна лабораторія історичної інформатики
- Інститут філології та журналістики

## Факультети

### Факультет культури і мистецтв

#### Кафедри:
- Музичного мистецтва
- Культурології
- Образотворчого мистецтва і дизайну
- Хореографічного мистецтва

### Факультет фізичного виховання та спорту

#### Кафедри
- Медико-біологічних основ фізичного виховання та спорту
- Олімпійського та професійного спорту
- Теорії та методики фізичного виховання

Наукові лабораторії та команди майстрів:
- Жіноча команда вищої ліги з гандболу «ХДУ-Дніпрянка»
- Навчально-тренувальній центр з водних видів спорту
- Спортивний клуб «Елада»

### Педагогічний факультет

#### Кафедри
- Педагогіки та психології дошкільної та початкової освіти
- Теорії та методики дошкільної та початкової освіти
- Педагогіки імені проф. Є. Петухова
- Спеціальної освіти

Наукові лабораторії та навчально-наукові установи:
- Педагогічних досліджень та інноваційних освітніх технологій
- Логопедичний центр для дітей молодшого віку

### Факультет бізнесу і права

#### Кафедри:
- Готельно-ресторанного та туристичного бізнесу
- Економіки, менеджменту та адміністрування
- Національного, міжнародного права та правоохоронної діяльності
- Фінансів, обліку та підприємництва

### Факультет комп'ютерних наук, фізики та математики

#### Кафедри
- Алгебри, геометрії та математичного аналізу
- Інформатики, програмної інженерії та економічної кібернетики
- Фізики та методики її навчання

#### Наукові лабораторії та підрозділи:
- Фізики твердого тіла
- Розробки та впровадження педагогічних програмних засобів
- Розвиваючого навчання
- Астрономічна обсерваторія
- Відділ інформаційних технологій управління
- Лабораторія інтегрованих середовищ навчання
- Відділ мультимедійних та дистанційних технологій навчання
- Наукова фізична лабораторія

### Медичний факультет

#### Кафедри
- Фізичної терапії та ерготерапії
- Хімії та фармації
- Медицини

#### Наукові лабораторії та структурні підрозділи
- Науково-практичний центр корекції, реабілітації та розвитку дітей та молоді

### Факультет біології, географії та екології

#### Кафедри:
- Біології людини та імунології
- Ботаніки
- Географії та екології

#### Наукові лабораторії та структурні підрозділи
- Лабораторія біорізноманіття та екологічного моніторингу ім. Й. К. Пачоського
- Лабораторія екології рослин, охорони довкілля та природокористування
- Лабораторія інтродукції рослин
- Лабораторія молекулярної біології
- Лабораторія фізіології кровообігу
- Ботанічний сад

### Факультет психології, історії та соціології

#### Кафедри
- Загальної та соціальної психології
- Практичної психології
- Соціальної роботи, соціальної педагогіки та соціології
- Кафедра історії, археології та методики викладання

### Факультет української й іноземної філології та журналістики

#### Кафедри
- Англійської мови та методики її викладання
- Німецької та романської  філології
- Англійської філології та прикладної лінгвістики
- Слов'янської філології та світової літератури імені проф. О. Мішукова
- Української філології та журналістики

## Ювілеї та пам'ятні дати
У 2017 році на державному рівні в Україні відзначався ювілей — 100 років з часу заснування Херсонського державного університету 1917).
24 жовтня 2017 року на честь 100-річчя університету Національний банк України випустив пам'ятну монету номіналом 2 гривні з зображенням Херсонського державного університету. Метал — нейзильбер, тираж — 30 тис. монет, діаметр — 31 мм, масса 12,8 грам. На реверсі монети розміщено стилізовану композицію: на тлі книги зображено історичну будівлю міста, в яку університет переїхав у 1922 році, та написи: «100 РОКІВ», «ХЕРСОНСЬКИЙ ДЕРЖАВНИЙ УНІВЕРСИТЕТ».

## Рейтинги
Сайт ХДУ http://kspu.edu/ посів друге місце у рейтингу інформативності вебсайтів вищих навчальних закладів, складеному 19 грудня 2014 року громадянською мережею ОПОРА.
Консолідований рейтинг ЗВО України у 2020 році охоплює результати 241 закладу вищої освіти. Херсонський державний університет увійшов у першу сотню, посівши 75 місце! Це є найкращим результатом серед херсонських ВНЗ. Варто зазначити, що у порівнянні з минулим роком, університет піднявся на 22 сходинки.
Херсонський державний університет щоразу покращує свої позиції і впевнено тримає лідерство у регіоні. Так, у ТОП-200 ХДУ піднявся на 42 сходинки (з 97 позиції на 55); UniRank — на 10 сходинок (з 61 місця на 51); Scopus — на 2 сходинки (з 84 позиції на 82); консолідований рейтинг — на 22 сходинки (з 97 місця на 75).

## Відомі випускники та співробітники університету
- Авдєєва Еріка — українська журналістка та телеведуча;
- Авдєєв Рустам — український режисер та продюсер;
- Авраменко Валентин Євгенович — український письменник-фантаст;
- Бабенко Марія Тимофіївна — українська поетеса;
- Білоконь Никифор Григорович — український поет-гуморист;
- Білорус Антон Васильович (1900—1966) — кандидат геолого-мінералогічних наук, працював з жовтня 1944 р. до вересня 1945 р. доцентом геології і деканом географічного факультету ХПІ.
- Біляєв Олександр Михайлович — український мовознавець;
- Бойко Михайло Федосійович— український ботанік, бріолог, еколог;
- Бондарева Олена Євгенівна — український мовознавець, письменник;
- Буличов Ігор В'ячеславович — український балетмейстер.
- Васецький Григорій Степанович — російський філософ;
- Вірлич Август Ернестович — український громадський діяч, політв'язень;
- Гавриш Олександр Васильович — український громадський і політичний діяч;
- Галл-Савальська Олена Ігорівна — народна артистка України;
- Гунько Олександр Петрович — український поет, журналіст та громадський діяч;
- Децик Олександр Сергійович — український журналіст;
- Дігтяренко Валентин — український режисер і журналіст;
- Дрозд Алевтина Іванівна — українська письменниця і поетеса;
- Жукова Ольга — українська громадська діячка;
- Іванова Таміла — українська журналістка;
- Кабачій Роман — український історик та журналіст;
- Кичинський Анатолій Іванович — український поет, лауреат Шевченківської премії
- Коломієць Наталія Анатоліївна — українська поетеса;
- Купрій Володимир Олександрович — український політик;
- Лелеко Наталя Віталіївна — українська співачка (сопрано), народна артистка України;
- Лихота Володимир — український бізнесмен;
- Марковський (Ляшенко) Євген — український драматург;
- Мєзєнцева Ірина — українська журналістка;
- Михайловський Сергій — український актор;
- Ніконов Юрій — український політик;
- Олевський Адольф Ісаакович — український режисер-документаліст;
- Олексюк Олег Васильович — український журналіст, письменник, краєзнавець, заслужений працівник культури України;
- Осолодкіна Ганна Констянтинівна — українська журналістка та громадський діяч;
- Пачоський Йозеф Конрадович — всесвітньо відомий природодослідник;
- Панченко Януш — український етнограф ромського походження, громадський діяч.
- Петришина Крістіна — українська громадська діячка;
- Поліщук Ірина Євгенівна — завідувач кафедри, кандидат філософських наук, заслужений працівник освіти України (2019)[8];
- Польська Лариса Михайлівна — українська громадська діячка;
- Ржеутська Лілія — українська журналістка,
- Рудя Любов — українська журналістка, нагороджена медаллю, відзнакою та почесними грамотами за досягнення у журналістиці;
- Сумний Семен Макарович — український прозаїк;
- Тільняк Анна — українська бізнесменка;
- Тропіна Оксана — українська правозахисниця;
- Тютюнник Алла Миколаївна — українська журналістка, письменниця, сценаристка;
- Чермошенцева Наталя — українська історикиня та громадський діяч;
- Чорнобабенко Тимофій Тимофійович — педагог, заслужений вчитель УРСР

## Соціальні мережі
- YouTube канал
- Херсонський державний університет у соцмережі «Facebook»
- Херсонський державний університет  у соцмережі «Instagram»
- Telegram